# Smokvenjak
Koordinati:   43°50′55″N, 15°14′17″E
Smokvenjak je majhen nenaseljen otoček v Jadranskem morju, ki pripada Hrvaški.
Otoček leži pred zalivom Špinata na otoku Kornatu in otočkom Šilo Veliko, od katerega je oddaljen okoli 0,3 km. Njegova površina meri 0,075 km². Dolžina obalnega pasu je 1 km.